# Embriologia

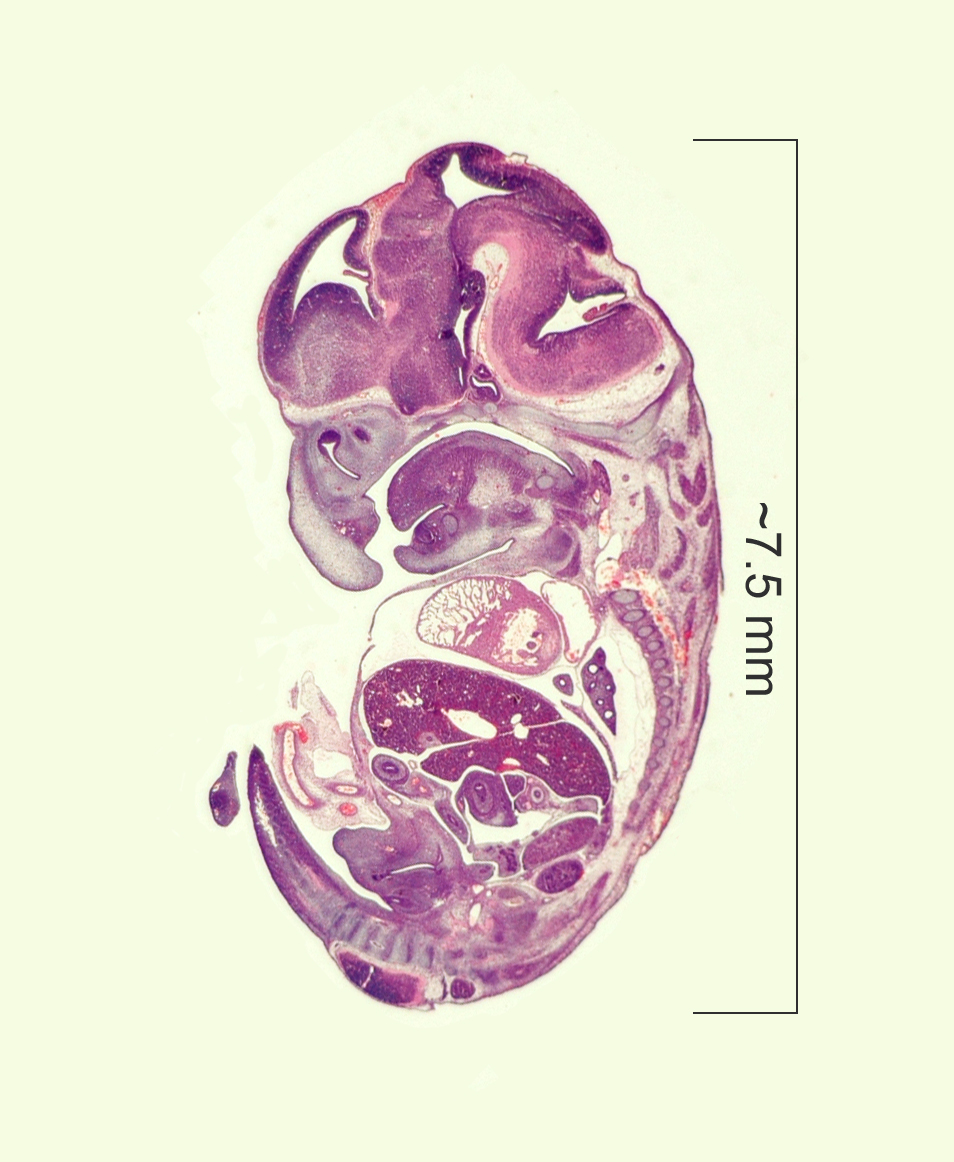
10-dniowy zarodek myszy.

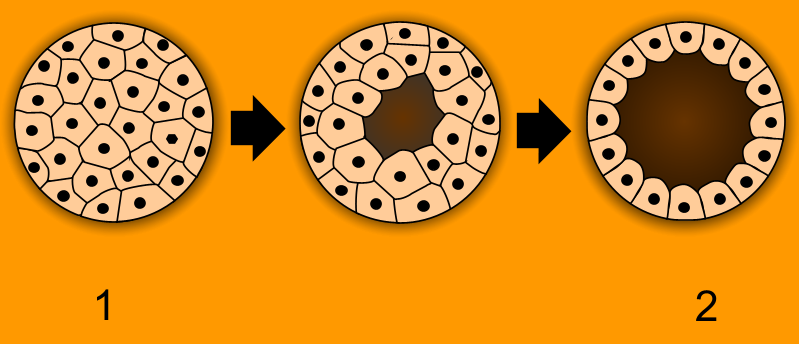
Przebieg blastulacji: 1. morula 2. blastula

Embriologia, endogeneza (z gr. ἔμβρυον – zarodek) – nauka zajmująca się rozwojem zarodkowym organizmów zwierzęcych (w tym człowieka) i roślinnych. Zajmuje się procesem rozwojowym charakterystycznym dla zwierząt i roślin wielokomórkowych, rozmnażających się płciowo, obejmującym okres od zapłodnienia do opuszczenia osłonek jajowych (w przypadku zwierząt jajorodnych) lub organizmu matki w czasie porodu (w przypadku zwierząt żyworodnych) lub wytworzenia nasion u roślin. Embriologia jest jednym z pośrednich dowodów teorii ewolucji.

## Podział
- embriologia opisowa – badająca zmiany morfologiczne następujące podczas rozwoju zarodka oraz płodu, dzieli się ona na:
  - embriologię ogólną – zajmującą się gametami, zygotami, listkami zarodkowymi oraz tworzeniem się narządów pierwotnych
  - embriologię szczegółową – zajmującą się:
    - histogenezą (różnicowaniem poszczególnych tkanek)
    - organogenezą (rozwojem poszczególnych narządów)

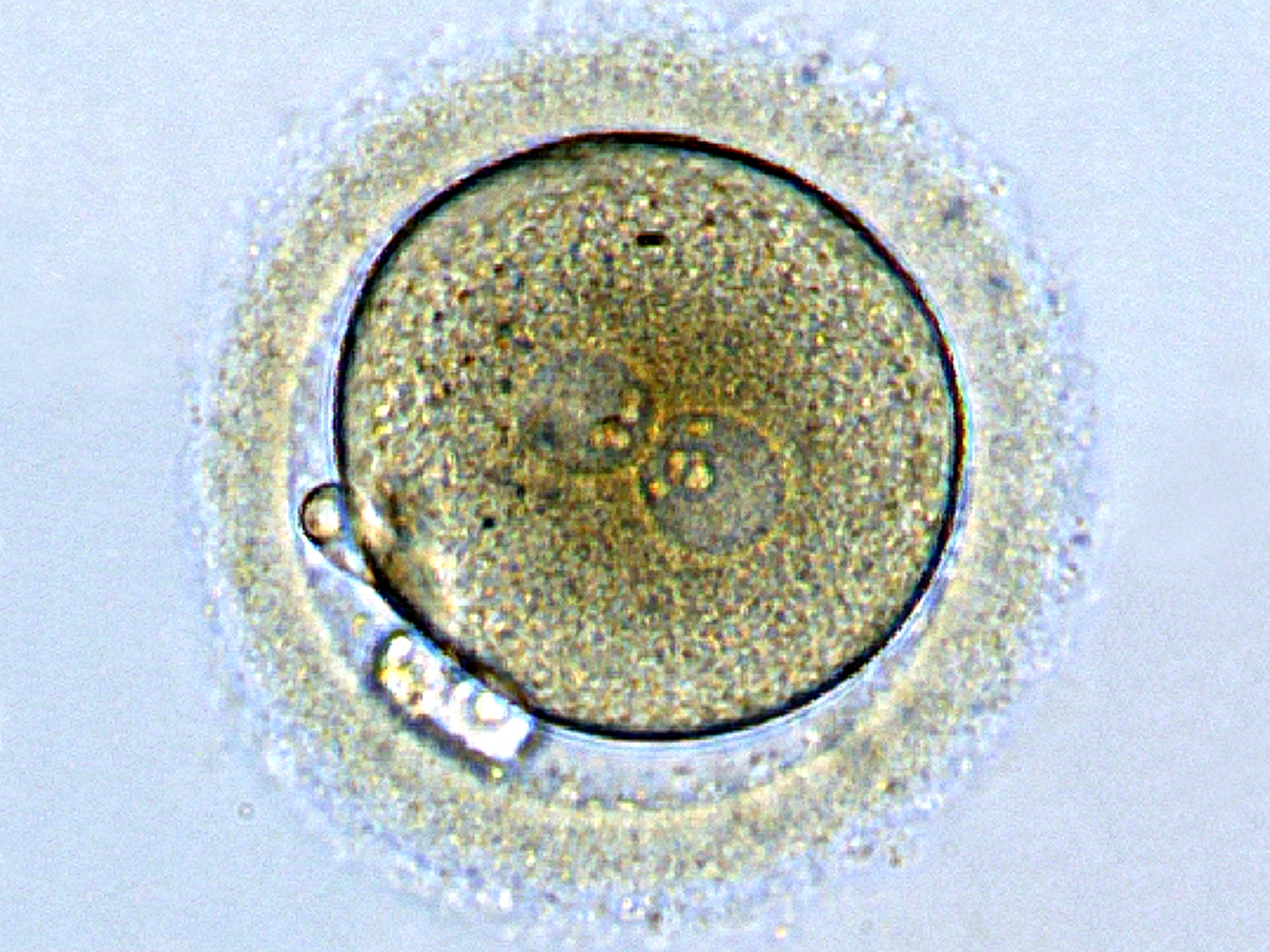
Ludzka komórka jajowa po zapłodnieniu

- Ludzka komórka jajowa po zapłodnieniumechanika rozwoju – zajmująca się badaniem przyczyn zamian rozwojowych zachodzących w naczyniach i układach
- embriologia fizjologiczna – pozwala poznać czynności zarodka i płodu